# La Femme voilée (téléfilm)
Pour la nouvelle, voir La Femme voilée.
La Femme voilée (The Veiled Lady) est un téléfilm britannique de la série télévisée Hercule Poirot, réalisé par Edward Bennett, sur un scénario de Clive Exton, d'après la nouvelle La Femme voilée d'Agatha Christie.
Ce téléfilm, qui constitue le 12e épisode de la série, a été diffusé pour la première fois le 14 janvier 1990 sur le réseau d'ITV.

## Intrigue
L’histoire débute par un vol de bijoux dans le passage couvert de Burlington. Poirot, en attendant, se lamente de son manque d'« activité criminelle ». L'inspecteur Japp raconte l’affaire du vol : bien que le voleur ait été attrapé, l'examen des bijoux a montré qu'ils n’étaient que des imitations. Alors qu'il est absent de chez lui, Poirot reçoit la visite d’une dame voilée de noir. Elle ne laisse aucun nom, mais Miss Lemon dit à Poirot qu'elle l'attend à l'hôtel Athena. Accompagné par Hastings, Poirot trouve la dame en question, qui dit aux deux hommes qu'elle est Lady Millicent. Elle fait l’objet d’un chantage : un homme possède une lettre plutôt idiote qu'elle avait écrite quand elle avait 16 ans, mais qui pourrait aujourd'hui nuire à sa réputation. Le maître-chanteur, un homme appelé Lavington, rend visite à Poirot et lui transmet un ultimatum : s'il ne reçoit pas la somme de 20 000 £ avant le soir du mardi suivant, la lettre sera livrée au fiancé de Lady Millicent.
Poirot qui affirmait peu de temps auparavant qu’il pourrait être le plus grand criminel du monde s’il décidait de passer de l’autre côté de la loi se voit donner une occasion de le prouver. Pendant que Lavington séjourne à Paris, Poirot décide de se transformer en cambrioleur afin de récupérer la lettre dissimulée dans la maison.

## Fiche technique
- Titre français : La Femme voilée
- Titre original : The Veiled Lady
- Réalisation : Edward Bennett
- Scénario : Clive Exton, d'après la nouvelle La Femme voilée (1923), d'Agatha Christie
- Décors : Rob Harris
- Costumes : Sharon Lewis
- Photographie : Peter Bartlett
- Montage : Derek Bain
- Musique originale : Christopher Gunning
  - Musique additionnelle : Fiachra Trench
- Casting : Lucy Abercrombie et Rebecca Howard
- Production : Brian Eastman
  - Production déléguée : Nick Elliott
- Sociétés de production : Picture Partnership Productions, London Weekend Television
- Pays d'origine :  Royaume-Uni
- Langue originale : Anglais
- Genre : Policier
- Durée : 50 minutes
- Ordre dans la série : 12e - (2e épisode de la saison 2)
- Première diffusion : 
  -  Royaume-Uni : 14 janvier 1990 sur le réseau d'ITV

## Distribution
- David Suchet (VF : Roger Carel) : Hercule Poirot
- Hugh Fraser (VF : Jean Roche) : Capitaine Arthur Hastings
- Philip Jackson (VF : Claude d'Yd) : Inspecteur-chef James Japp
- Pauline Moran (VF : Laure Santana) : Miss Felicity Lemon
- Frances Barber (VF : Catherine Lafond): Lady Millicent Castle-Vaughan
- Terence Harvey (VF : Yves-Marie Maurin): Mr Lavington
- Carole Hayman (VF : Lily Baron): Mrs Godber
- Tony Stephens : un sergent
- Don Williams : un agent de police
- Lloyd McGuire : un gardien de musée
- Peter Geddis : un gardien de musée